# Titus Sextius Lateranus (consul en 197)
Pour les articles homonymes, voir Lateranus, Sextius et Sextii.
Titus Sextius Lateranus est un sénateur et un homme politique de l'Empire romain, il est consul en 197.

## Biographie
Deux hypothèses sont possibles pour son ascendance : soit il est le fils de Titus Sextius Lateranus, consul en 154, soit il est le petit fils de celui-ci donc vraisemblablement le fils de Titus Sextius Magianus (Africanus ?) et Cornelia Cethegilla. Si cette dernière hypothèse est la bonne, il est le frère de Sextius Torquatus, décédé après 193, et de Sextia Cethegilla, la femme de Marcus Clodius Pupienus Maximus.
Il est consul en 197 avec pour collègue Lucius Cuspius Rufinus.
Il est proconsul d'Asie vers l'an 210.